# کنی جانسون
کنی جانسون (انگلیسی: Kenny Johnson؛ زادهٔ ۱۳ ژوئیهٔ ۱۹۶۳) بازیگر اهل ایالات متحده آمریکا است.
از فیلم‌ها یا برنامه‌های تلویزیونی که وی در آن نقش داشته است، می‌توان به تیغه و نجات گریس اشاره کرد.